# Servië op het Eurovisiesongfestival 2025
Servië neemt deel aan het Eurovisiesongfestival 2025 in Bazel, Zwitserland. De RTS is verantwoordelijk voor de Servische bijdrage voor de editie van 2025. 

## Selectieprocedure

### Pesma za Evroviziju 2025
Voor de vierde keer koos Servië voor de nationale finale Pesma za Evroviziju. 30 nummers zingen in twee halve finales. Twee meer dan vorig jaar. 16 finalisten strijden voor de overwinning.  
|    | Artiest                | Lied                  | Jury | Televoting | Totaal | Plaats |
| -- | ---------------------- | --------------------- | ---- | ---------- | ------ | ------ |
| 1  | Oxajo                  | "Mama"                | 4    | 6          | 10     | 7      |
| 2  | Mimi Mercedez          | "Turbo žurka"         | 5    | 7          | 12     | 5      |
| 3  | Vukayla                | "Mask"                | 12   | 4          | 16     | 3      |
| 4  | Ana & The Changes      | "Brinem"              | 3    | 0          | 3      | 10     |
| 5  | Biber                  | "Da mi se vratiš"     | 1    | 0          | 1      | 14     |
| 6  | Bojana x David         | "Šesto čulo"          | 0    | 12         | 12     | 4      |
| 7  | Maršali                | "Po policama sećanja" | 0    | 3          | 3      | 9      |
| 8  | Princ                  | "Mila"                | 10   | 8          | 18     | 1      |
| 9  | Sedlar                 | "Oči boje zemlje"     | 8    | 0          | 8      | 8      |
| 10 | Lensy                  | "Hvala ti"            | 2    | 0          | 2      | 12     |
| 11 | Milan Nikolić ft. Caka | "Storia del amor"     | 0    | 0          | 0      | 16     |
| 12 | Harem Girls            | "Aladin"              | 7    | 10         | 17     | 2      |
| 13 | Tam                    | "Durum durum"         | 6    | 5          | 11     | 6      |
| 14 | Filarri                | "Meet and Greet"      | 0    | 1          | 1      | 13     |
| 15 | Iskaz                  | "Trendseter"          | 0    | 2          | 2      | 11     |
| 16 | Kruz Roudi             | "Sve i odmah"         | 0    | 0          | 0      | 15     |

## In Bazel
In Bazel trad Servië aan in de tweede halve finale op 15 mei 2025. Het land wist zich niet te kwalificeren voor de grote finale. Servië eindigde op de 14de plaats met 28 punten. Het was de eerste keer sinds 2017 dat Servië niet in de finale stond, en het was eveneens qua positie en qua punten het slechtste resultaat ooit voor het land. 
2007 · 2008 · 2009 · 2010 · 2011 · 2012 · 2013 · 2014 · 2015 · 2016 · 2017 · 2018 · 2019 · 2020 · 2021 · 2022 · 2023 · 2024 · 2025
Albanië · Armenië · Australië · Azerbeidzjan · België · Cyprus · Denemarken · Duitsland · Estland · Finland · Frankrijk · Georgië · Griekenland · Ierland · IJsland · Israël · Italië · Kroatië · Letland · Litouwen · Luxemburg · Malta · Montenegro · Nederland · Noorwegen · Oekraïne · Oostenrijk · Polen · Portugal · San Marino · Servië · Slovenië · Spanje · Tsjechië · Verenigd Koninkrijk · Zweden · Zwitserland